# Kriegsverdienstkreuz (Baden)

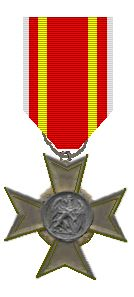
Badisches Kriegsverdienstkreuz

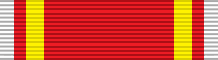
Bandschnalle

Das badische Kriegsverdienstkreuz wurde am 9. September 1916 von Großherzog Friedrich II. von Baden gestiftet und war als Anerkennung für Verdienste um die Streitkräfte sowie um die allgemeine Wohlfahrt des Landes gedacht.

## Aussehen
Die Dekoration ist ein bronzenes Johanniterkreuz, das mittig einen Greif mit dem badischen Wappenschild zeigt. Um das Medaillon verläuft zwischen den Kreuzwinkeln ein Lorbeerkranz. Rückseitig die gekrönte und verschlungene Initiale des Stifters  F  (Friedrich).

## Trageweise
Getragen wurde die Auszeichnung an einem roten Band mit einem gelben Seiten- und einem weißen Randstreifen auf der linken Brust.